# 瀬崎智文
瀬崎 智文（せざきと もふみ）
エンターテイメント作家/総合プロデューサー、
前横山光輝コンテンツ責任者、
東映作品、漫画家横山光輝のコンテンツ責任者としても有名。
政令指定都市/北九州市大使2020年拝命。
東映ニューフェイス8期出身の坂口祐三郎と盟友である。
幼少期にテレビの再放送で観た坂口祐三郎の赤影に魅了され後年、仕事で会い意気投合する。
二人三脚でエンターテイメント業界を駆け抜け赤影支援会等を発足。
2003年、坂口祐三郎死去後赤影の原作者/漫画家/横山光輝のコンテンツ責任者も兼ねる。
2009年、神戸市新長田、若松公園に15メートル鉄人28号モニュメント建設、スーパーバイザーとして参加した。
2015年には、フジテレビ/扶桑社より小説『仮面と生きた男』を発表。
東映と主催した仮面と生きた男/坂口祐三郎十三回忌では都内で赤影の映画の上映/トークショーに参加。
赤影のBlu-rayBOX等監修/プロデュースを展開。